# Rejon oktiabrskij (Jekaterynburg)
Rejon oktiabrskij w Jekaterynburgu (ros: Октябрьский район) – jeden z rejonów rosyjskiego miasta Jekaterynburg. Jest to dzielnica o najmniejszej liczbie ludności.

## Historia
Na terenie rejonu oktiabrskiego w roku 2012 zamieszkiwało 136 079 ludzi, co sprawia, że była to najsłabiej zaludniona dzielnica w całym Jekaterynburgu. Historia obszaru wchodzącego obecnie w skład rejonu zaczyna się w XVII wieku, gdy na tym terenie umiejscowiony został jeden z fortów broniących dostępu do Jekaterynburga. W 1783 roku obszar ten zyskał znaczenie transportowe, gdy przez jego terytorium wytyczono tzw. syberyjski szlak handlowy, prowadzący z Moskwy przez Kazań i Perm do Tobolska. W 1798 roku umiejscowiono tu jeden z regimentów rosyjskiej armii, a w 1804 roku zbudowano dla nich baraki wojskowe. W 1834 roku zbudowano budynek stacji naukowo-badawczej. Po 1825 roku przez tereny dzisiejszej dzielnicy w drodze na zesłanie przeszło 107 dekabrystów, czego pamiątką jest nazwa jednej z głównych ulic rejonu - Dekabrystów. W 1824 roku rozpoczęto budowę starowierczej cerkwi Świętej Trójcy. W połowie XIX wieku rozpoczyna się dynamiczny rozwój terenu przyszłego rejonu. W 1853 roku otwarto pierwszy zakład przemysłowy, w 1885 roku pierwszą lokalną stację kolejową, która znacząco poprawiła warunki transportowe na tym obszarze. W 1915 roku otwarto fabrykę elementów hydraulicznych. Przewrót bolszewicki, a następnie okres wojny domowej doprowadziły do chwilowego załamania przemysłu w dzielnicy. Epoka wielkich inwestycji rusza wraz z umocnieniem się władzy sowieckiej. Dawne zakłady przemysłowe zostają znacjonalizowane, zakładane są też nowe. Do 1940 roku na terenie rejonu uruchomiono łącznie 28 dużych zakładów przemysłowych. Na terenie należącym do polskiej parafii, utworzonej przez polskich zesłańców po powstaniu styczniowym przy kościele św. Anny, powstał Hotel Centralny, przykład sowieckiej architektury przełomu lat dwudziestych i trzydziestych. W 1930 roku utworzony został Uralski Instytut Leśnictwa, a jeszcze w 1926 roku otwarto park wypoczynkowo-rekreacyjny, któremu nadano imię Fryderyka Engelsa. W 1933 roku oddano do użytku kolejny tego typu park, tym razem większy, którego patronem został Władimir Majakowski, było to jedno z największych tego typu miejsc w Swierdłowsku, zajmujące obszar 133 hektarów. 
16 marca 1934 roku sowieckie władze Swierdłowska zdecydowały o wyznaczeniu granic nowego podmiotu administracyjnego na mapie miasta, który został nazwany rejonem oktiabrskim. Nazwę dzielnicy nadano na cześć październikowej rewolucji. Po ataku III Rzeszy na Związek Radziecki w dzielnicy ulokowane zostały ewakuowane z zachodu zakłady przemysłowe oraz dwukrotnie zwiększyła się liczba mieszkańców rejonu. W 1943 roku na terenie rejonu zlokalizowano Swierdłowskie Studio Filmowe, zajmujące się produkcją filmów fabularnych i dokumentalnych. W czasach powojennych w dalszym ciągu rozwijano przemysłową sferę dzielnicy i otwierano nowe mniejsze i większe zakłady. 6 listopada 1955 roku na terenie rejonu otwarto swierdłowskie studio telewizyjne. W latach sześćdziesiątych XX wieku utworzono tu wielką kurzą formę, która rocznie wytwarzała 626 milionów jajek. W tym samym okresie powstał tu także zakład wytwarzający perfumy. W latach osiemdziesiątych uruchomiono fabrykę produkującej bieliznę. Koniec epoki sowieckiej, a następnie rozpad Związku Radzieckiego i kryzys jaki Federacja Rosyjska przechodziła w latach dziewięćdziesiątych zahamowały rozwój dzielnicy. Ożywienie gospodarcze nastąpiło po 2000 roku.

## Charakterystyka
Rejon oktiabrskij zajmuje obszar 157 kilometrów kwadratowych i położony jest w południowo-wschodniej części Jekaterynburga. Zauważalny jest wzrost liczby mieszkańców. W 1989 roku żyło tutaj 135 293 ludzi. Liczba ta spadła po kryzysach i rozpadzie Związku Radzieckiego i w 2002 roku wyniosła 119 286. W 2010 roku liczby te wyniosły 133 007 i 133 988 by w 2012 roku osiągnąć pułap 136 079 mieszkańców. Długość ulic na terenie dzielnicy liczy łącznie 184,12 kilometrów. Działa tu łącznie ponad 20 tysięcy małych i średnich przedsiębiorstw, a także kilka większych zakładów przemysłowych. Swe siedziby ma tu 13 placówek opieki zdrowotnej, w tym kilka szpitali i specjalistycznych klinik. Rejon utrzymuje 7 placówek kulturalnych, a także 20 szkół publicznych i 30 oddziałów opieki przedszkolnej. Rejon dysponuje własnym samorządem, który zajmuje się sprawami mieszkańców, a także dysponuje własnym budżetem i wybieralnymi władzami. Na terenie rejonu położony jest miejski ogród zoologiczny. Znajdują się tu także obiekty sakralne, m.in. rzymskokatolicki kościół św. Anny, prawosławny monaster Podwyższenia Krzyża Pańskiego wraz z cerkwią Podwyższenia Krzyża Pańskiego i sobór Świętej Trójcy, a także jekaterynburska synagoga.

## Transport
Dzielnica znajduje się w strukturze jekaterynburskiej sieci tramwajowej, autobusowej i trolejbusowej. Na obszarze rejon oktiabrskiego nie została zlokalizowana żadna stacja miejskiego systemu metra. 